# Danzhouhua
Danzhouhua is een Zuid-Chinees dialect dat gesproken wordt in de streek Danzhou op het Zuid-Chinese eiland Hainan. De sprekers van dit dialect noemen hun eigen dialect "Xianghua" (乡话 xiāng-huà), wat dorpstaal/dorpsdialect betekent. Hoewel Danzhou in 1999 ongeveer 830.000 inwoners had, spreken er maar ongeveer 400.000 mensen dit dialect. 
Het dialect is nog niet door wetenschappers geclassificeerd. Er wordt gezegd dat het dialect een Kantonees dialect is. Waardoor de mogelijke kwalificatief van hieronder ontstaat.
- Sino-Tibetaanse talen
  - Chinese talen
    - Kantonees
      - Danzhouhua